# Defensa social
La defensa social es el conjunto de las actividades para reducir la victimización  disminución de aquellas que sufren delitos y prevenir la criminalidad. Especialmente, es utilizada por los gobiernos locales para reforzar la legalidad y uniformar el derecho penal a la luz de las orientaciones internacionales.

## Antecedentes
El positivismo tenía una nueva concepción del derecho penal en función de las enseñanzas de la ciencia médica, de la psicología, de la sociología y de todas las ciencias criminológicas, es decir, todas las disciplinas que se relacionan con el estudio del acto delictivo y del delincuente. Por lo tanto, la defensa social nace como una disciplina orientada a «organizar de manera racional la reacción de la sociedad contra el delito» alineándose en el plan EL ÁMBITO que los demás países definen como “política criminal”. Uno de los objetivos era proponerse afrontar de manera eficaz la cuestión de la reincidencia y de aquellos individuos para los cuales las penas tradicionales se consideraban ineficaces. Con respecto a esto se ha desarrollado, en los años treinta, un régimen de doble vía por el cual, adicionalmente a la pena tradicional, se introducía una nueva medida basada en el tratamiento penitenciario.Tal régimen, denominado “prevención criminal” o de la “rehabilitación humana”, fue aplicado en muchos países como Italia, España y Portugal. En el Primer Congreso Internacional de Criminología en Roma en 1885, se ilustraron los primeros beneficios de los resultados por dos criminólogos belgas:Toulouse y Heuyer. En la segunda posguerra, otros criminólogos como Linda Gottfredson, Donald A. McKenzie, John Eck, David Farrington, Rachel Sherman, Y David Waller han realizado muchas investigaciones para intentar desarrollar nuevos métodos de defensa social. En particular, se establecieron algunas comisiones por parte de organizaciones internacionales como las Naciones Unidas y la Organización Mundial de la Salud para analizar en detalle las estadísticas criminales. Estos llegaron a la conclusión de que se debería mejorar el sistema de policía internacional para reducir los factores de riesgo, porque invertir en la prevención ocasiona muchos más beneficios que los métodos tradicionales en respuesta al crimen. En particular, en los países anglosajones han sido propuestos eslóganes que reflejan tales pautas como "Menos leyes, más orden".

## Descripción y características
Dado que para la comisión de un delito se necesitan ciertos factores, como, la motivación, la capacidad y la oportunidad para el agresor, la “prevención primaria” se concentra a nivel individual y familiar, por ejemplo, en las actividades escolares y de voluntariado, a fin de reducir la probabilidad de participación del crimen. Factores familiares como las relaciones parentales de la misma manera, reducen los niveles de riesgo que se suman en la naturaleza: más grande es el número de factores de riesgo, más probable es la participación criminal. Adicionalmente hay algunas iniciativas destinadas a reducir la tasa de criminalidad a nivel agregado.
La prevención secundaria utiliza técnicas que se concentran en las situaciones de riesgos cuáles el abandono escolar y el reclutamiento de las “pandillas de minores”. A este respecto se desarollarán programas de intervención en las afueras donde la tasa criminal es superior. 

## En el mundo
Las organizaciones internacionales han propuesto nueve recomendaciones para alcanzar este objetivo:
1. Crear, aplicar y monitorizar un plan de acción para prevenir la violencia.
2. Reforzar los sistemas de detección de los base de datos.
3. Apoyar la investigación sobre las causas, las consecuencias y los costes para adelantar la violencia.
4. Fortalecer las medidas de tutela y de indemnización para las víctimas.
5. Integrar la prevención con políticas y los servicios sociales.
6. Promover las Igualdad de oportunidades.
7. Incrementar la colaboración y la comparación sobre las TIC.
8. Promover y monitorizar  la adhesión a los tratados internacionales, a las leyes y a otros mecanismos de protección de los derechos humanos.
9. Proponer nuevas respuestas al comercio internacional en todas sus abominables formas (droga, armas, seres humanos, etc.).

Por último se intenta insistir sobre el papel de las municipalidades en cuanto se trata de las entidades más eficaces en organizar estrategias de detección y control de los factores de riesgo para la criminalidad. El Forum Europeo para la Seguridad Urbana y la United States Conference of Mayors han evidenciado que las municipalidades pueden, con arreglo al principio de subsidiariedad horizontal, realizar programas de intervención para satisfacer las necesidades de particulares categorías de riesgo cuáles menores, mujeres y ancianos. A tal efecto, se requiere establecer una alianza de instituciones sociales cuáles colegios, centros de ocupación, servicios sociales, comunidades de acogida y fuerzas de policía.
Los resultados de prevención en algunas ciudades como Birmingham y Bogotà, demuestran una considerable reducción de los delitos. La prevención terciaria, por fin, se utiliza después del cumplimiento de un delito al fin de reducir la reincidencia y de reforzar la seguridad urbana. Algunas técnicas comprenden el incremento de la dificultad de un delito, el incremento del riesgo, y la reducción de los beneficios de los detenidos.

### Estados Unidos de América
En los EE. UU. Larry Sherman, docente de la Universidad del Maryland, descubrió la correlación entre el enfoque de la policía hacia la violencia doméstica y reincidencia. Especialmente, las políticas de información y de propaganda sobre la microdelincuencia,por ejemplo, por medio de la publicación de los nombres y apellidos de los liberados de la cárcel que se han manchado de particulares delitos, pueden servir para disminuir la reincidencia, especialmente en las afueras urbanas. Asociaciones como la Ámsterdam's Most Wanted y la Crime Stoppers están comprometidos a favorecer la captura de estos criminales.

## Otros proyectas
- Wikisource contiene una página sobre la Defensa social
- Wikiversità contiene recursos sobre la Defensa social
- Wikinotizie contiene noticias de actualidad sobre Defensa social
- Wikimedia Commons contiene imágenes u otros archivos sobre Defesa social